# Кампания в Нью-Йорке и Нью-Джерси
Кампания в Нью-Йорке и Нью-Джерси (англ. New York and New Jersey campaign) (1776—1777) — серия сражений Американской войны за независимость летом, осенью 1776 года и зимой 1777 года, в ходе которых британская армия под командованием генерала Уильяма Хау сражалась с американской Континентальной армией под командованием Джорджа Вашингтона, пытаясь взять под контроль штаты Нью-Йорк и Нью-Джерси. Хау смог захватить город Нью-Йорк, но не сумел добить армию противника и захватить Филадельфию, поэтому наступление на Филадельфию пришлось перенести на кампанию 1777 года.
После эвакуации Бостона британскую армию усилили пополнениями и 3 июля 1776 года она высадилась на острове Статен-Айленд. Вашингтон, в распоряжении которого были полки в основном из Новой Англии, принял решение удерживать Нью-Йорк. В августе британцы высадились на Лонг-Айленде и разбили американскую армию в Лонг-Айлендском сражении, однако позволили ей отступить в укрепления Бруклина, а затем эвакуироваться на Манхэттен. Через три недели британцы высадились на Манхэттене и после серии боёв заставили Вашингтона отвести армию на север. В конце октября сражение при Уайт-Плейнсе прошло безрезультатно, и генерал Хау повернул назад, осадил и взял штурмом форт Вашингтон, где в его руки попало много военного имущества. Через несколько дней пал форт Ли и генерал Хау получил возможность наступать через Нью-Джерси на Филадельфию. Вашингтон отвёл армию за реку Делавэр; армии не хватало еды, одежды и транспорта, она была деморализована поражениями и находилась на грани распада. Чтобы избежать катастрофы, Вашингтон решился на рискованную операцию: 26 декабря 1776 года он перешёл Делавэр и напал на гессенский гарнизон в Трентоне, разбив в коротком бою три гессенских полка. Через несколько дней он снова атаковал позиции противника, и это привело к сражению при Принстоне. Трентонское и Принстонское сражения изменили ход войны: британские генералы поняли, что война затягивается, противник не разбит, и надо планировать новые серьёзные кампании. Попытки переломить сложившуюся ситуацию привели к Саратогской кампании и Филадельфийской кампании.

## Предыстория
Когда американские ополченцы осадили британскую армию в Бостоне (летом и осенью 1775 года), британскому командованию стало ясно, что имеющихся сил явно недостаточно для подавления восстания в колониях. Генерал Уильям Хау имел в своём распоряжении всего 7000 человек, поэтому было решено увеличить численность британской армии и флота, и начались рекрутские наборы в Англии, Ирландии и Шотландии. Однако, набрать нужное количество войск не удалось, и тогда дополнительные войска были наняты в Германии: Брауншвейг, Гессен-Кассель и Вальдек предоставили Британии 17775 человек.

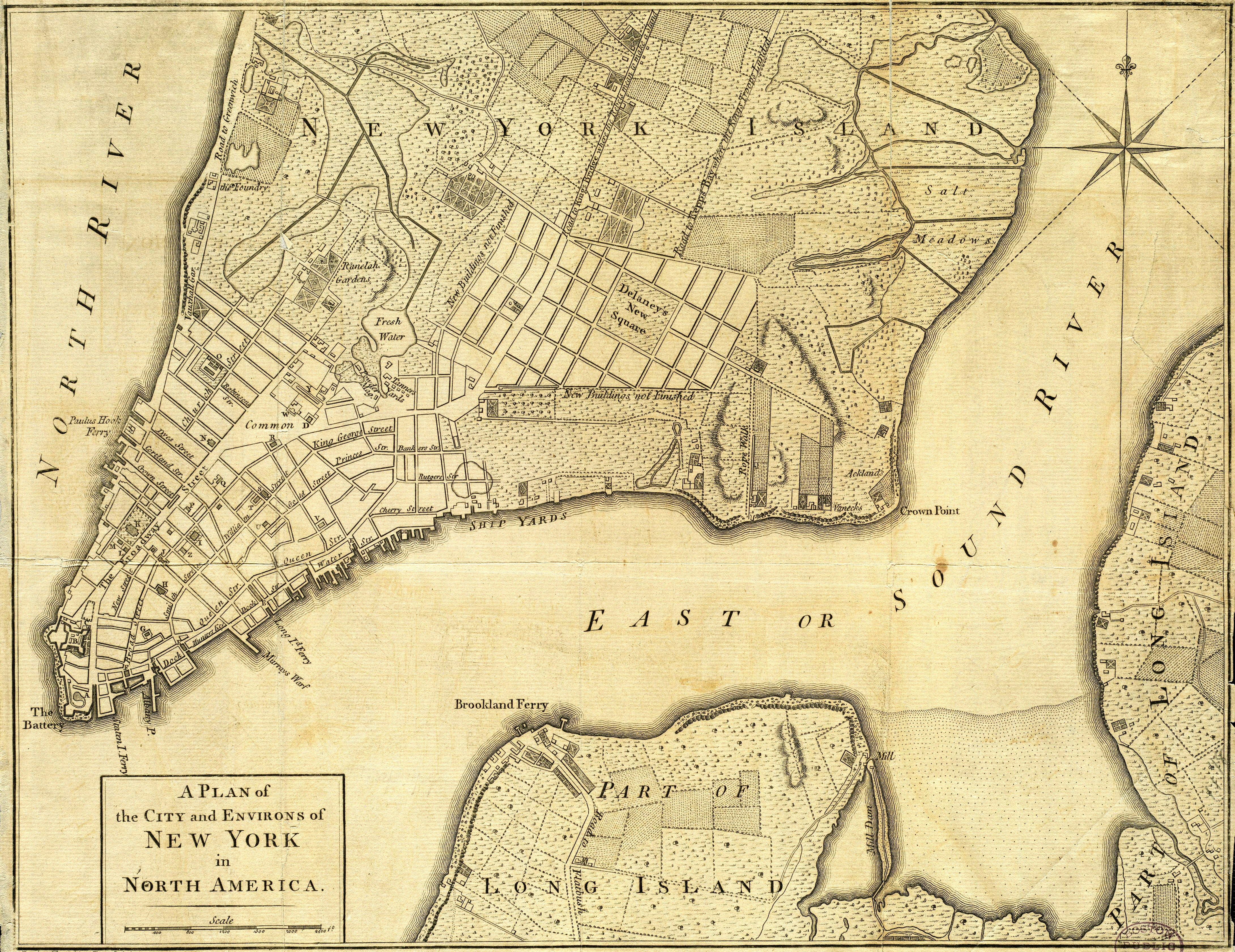
Город Нью-Йорк в 1776 году

17 марта 1776 года британская армия покинула Бостон, и в город вступила Континентальная армия. Джордж Вашингтон в тот момент не знал, где атакуют англичане, но предполагал, что их следующая цель — город Нью-Йорк. Уже 18 марта генерал отправил в Нью-Йорк пенсильванский полк, три вирджинские роты и бригады Хета. 29 марта следом ушла бригада Салливана, потом ещё несколько бригад под командованием Патнэма. В Бостоне остались 5 полков под командованием Артемаса Уорда. 13 апреля Вашингтон лично прибыл в Нью-Йорк и разметил штаб в доме № 1 по Бродвею, а чуть позже перенёс его на ричмонд-Хилл. Он был убеждён, что этот город имеет важнейшее стратегическое значение. Если англичане его захватят, то они прервут связь между северными и южными колониями, на которой, по его мнению, держалась безопасность Америки. Кроме того, захват Нью-Йорка даст англичанам прямой доступ к Канаде. По всем этим причинам Вашингтон решил сосредоточить армию в Нью-Йорка, хотя генерал Чарльз Ли утверждал, что город будет сложно оборонять против превосходящих сил противника. Ли укрепил город несколькими фортами, полагая, что если город и будет взят, то хотя бы с потерями для противника. Непосредственно с востока, за рекой, находилось селению Бруклин и Бруклинские высоты. Зная, как повлияло овладение Дорчестерскими высотами на осаду Бостона, Ли решил укрепить эту позицию фортами и брустверами, и разместил в этих укреплениях 29 орудий. Все работы на высотах проводились под руководством генерала Стирлинга, которому удалось сделать немного: он жаловался, что потребуется 8000 рабочих для того, чтобы привести город в обороноспособное состояние.
На момент прибытия в Нью-Йорк армия Вашингтона состояла из 25-ти полков общей численностью 9000 человек. Она была разделена на пять бригад, которыми командовали Спенсер, Хет, Салливан, Грин и Стирлинг. В конце апреля бригада Стирлинга была отправлена в Канаду, поэтому в Нью-Йорке осталось четыре бригады: три на Манхэттены и одна в Бруклине. Предполагалось, что эта армия будет усилена ополчением и к концу лета будет насчитывать 28 500 человек. По мере подхода подкреплений армию снова переформировали, на этот раз в пять дивизий:
- Дивизия Исраэля Патнэма
  - Бригада Джеймса Клинтона
  - Бригада Джона Морина
  - Бригада Джона Феллоуса[англ.]
- Дивизия Уильяма Хета
  - Бригада Томаса Миффлина
  - Бригада Джорджа Клинтона
- Дивизия Джозефа Спенсера
  - Бригада Самуэля Парсонса[англ.]
  - Бригада Джеймса Уодсворта
- Дивизия Салливана
  - Бригада Стирлинга
  - Бригада Александра Макдугала[англ.]
- Дивизия Натаниеля Грина
  - Бригада Джона Никсона
  - Бригада Натаниеля Херда
  - Бригада Оливера Уолкотта[англ.]
  - Бригада Натаниеля Вудхалла[англ.]

Дивизии Патнэма, Спенсера и Салливана, всего 20 000 человек, были размещены на Манхэттене. Дивизия Хета была разделена надвое: бригада Миффлина стояла в форте Вашингтон, а бригада Клинтона в Кингсбридже. Два полка дивизии Грина стояли на Говернорс-Айленде, а остальная дивизия, примерно 4000 человек, стояла на Лонг-Айленде.
Положение американской армии осложнялось тем, что почти две трети жителей Нью-Йорка были лоялистами. Они же составляли большинство на Лонг-Айленде и острове Статен-Айленд. От ниж можно было ожидать шпионажа, диверсий, и даже открытого вооружённого сопротивления. Под Бостоном Вашингтон знал всё, о положении осаждённых, а генерал Хау ничего не знал и противнике, но под Нью-Йорком ситуация была противоположной.
Британский парламент собрался на сессию 26 октября 1775 года, выслушал обращение короля и проголосовал за ведение войны в 1776 году. 3 ноября лорд Баррингтон представил проект набора армии на 1776 год: предполагалось сформировать армию в 55 000 человек, из них 20 000 оставить в Англии, 10 000 отправить на Карибы, Гибралтар и Минорку, а в Америке держать 34 батальона по 811 человек каждый, всего 25 000 человек. Баррингтон сразу предупредил, что в Англии такую армию набрать не представляется возможным и придётся прибегать к иностранной помощи. Далее были разработаны планы кампании. Когда в 1775 году генерала Хау посылали в Бостон, то предполагалось, что после подавления мятежа в Массачусетсе война будет завершена. Но осада Бостона изменила ситуацию. После сражения при Банкер-Хилле стало очевидно, что войну надо вести где-то в другом месте.
Сам Баррингтон предложил ограничиться блокадой побережья. Но за основу были взяты планы предложенные, вероятно, Бергойном в Бостоне летом 1775 года. План предполагал захват и удержание Нью-Йорка, а затем наступление вверх по Гудзону и на юг от Квебека, чтобы разрезать колонии надвое. Наступление на Нью-Йорк было поручено генералу Хау, а наступление из Квебека генералу Карлтону. Одновременно было предложено отправить генерала Корнуоллиса в Вирджинию или Каролины, чтобы занять там плацдарм, с которого можно было бы оказывать поддержку местным лоялистам. Король Георг полагал, что такая стратегия позволит завершить войну одним мощным ударом. Таким образом, вместо попыток примирения было решено продавить британскую политику силой. К сторонникам примирения в парламенте не стали прислушиваться.

## Битва за Нью-Йорк

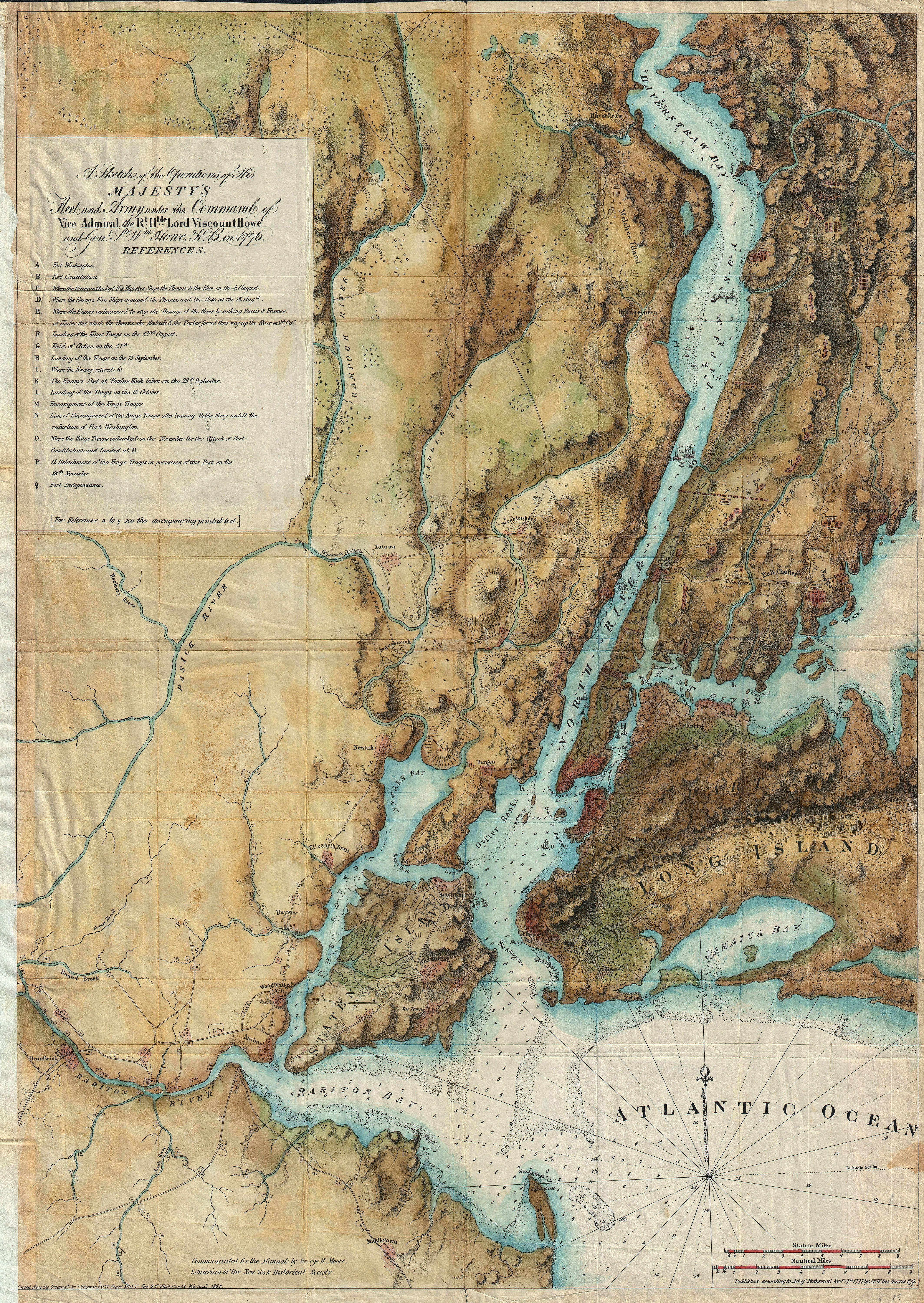
Нью-Йорк и окрестности в 1776

Генерал Уильям Хау получил инструкции от лорда Джермейна около 7 июня и сразу же начал в Галифаксе погрузку войск на корабли, но только 11 июня погода позволила выйти в море. 29 июня флот подошёл к мысу Сенди-Хук в устье Гудзона. Город тогда занимал южную оконечность острова Манхэттен (иногда его называли остров Нью-Йорк) и подходы к нему вели через пролив Нарроуз мимо островов Статен-Айленд и Лонг-Айленд. Хау предполагал, что подступы к Манхэттену прикрыты батареями, поэтому решил высаживаться на острове Статен-Айленд: 3 июля его войска были высажены на сушу. В те же дни начал прибывать флот Ричарда Хау, а 1 августа из Южной Каролины вернулся генерал Клинтон со своей армией. Теперь в распоряжении Хау было около 25 000 человек и он свёл их в семь бригад:
- Резерв: 4 батальона гренадеров, 33-й и 42-й пехотные полки
- 1-я бригада: 4-й, 15-й, 27-й, 45-й полки.
- 2-я бригада: 5-й, 28-й, 35-й, 49-й полки
- 3-я бригада: 10-й, 37-й, 38-й, 52-й, 55-й полки
- 4-я бригада: 17-й, 40-й, 46-й, 55-й полки
- 5-я бригада: 22-й, 43-й, 44-й, 63-й полки
- 6-я бригада: 23-й, 44-й, 57-й, 64-й полки
- 7-я бригада: Горцы Фрейзера[англ.], нью-йоркские лоялисты, гессенцы
- 3 батальона лёгкой пехоты, 16-й и 17-й драгунские полки

Ещё ранее, 12 июля, британские суда HMS Phoenix и HMS Rose прошли мимо американских батарей, открыли ответный огонь по городу, а затем проследовали вдоль берега Нью-Джерси в Гудзон, прошли мимо форта Вашингтон, и подошли к Территауну. Предполагалось, что они перережут американцам линии снабжения и придадут уверенности лоялистскому населению. 13 июля Хау попытался начать переговоры с американцами, но только 20 июля его посланец смог встретиться с Вашингтоном, и эта встреча не дала никакого результата.

### Лонг-Айлендское сражение

Карта Лонг-Айлендского сражения

На рассвете 22 августа три британских фрегата заняли позиции у местечка Грейвсенд-Бей на Лонг-Айленде и началась переправка войск на остров. К полудню вся армия, 15 000 человек, оказалась на острове, не встречая сопротивления. Армия встала лагерем около берега; теперь между ними и американским лагерем на Бруклинских высотах находилась цепь холмов высотой 100—150 футов, который назывались Гуанскими высотами. Вашингтон ещё 24 августа был уверен, что на остров высадилась лишь небольшая часть британской армии, около восьми тысяч, а основная часть готовится атаковать Манхэттен, поэтому именно на Манхэттене держал самые надёжные части.
Сразу после высадки на острове генерал Генри Клинтон (уроженец Нью-Йорка) отправился на рекогносцировку местности и исследовал все проходы через Гуанские высоты. Вернувшись в штаб армии во Флэтлэндсе, он сразу же составил план, предложив отправить сильный отряд в обход левого фланга противника. 26 августа генерал Хау решил действовать по этому плану.
Вечером 26 августе британская армия начала выдвижение тремя колоннами. 27 августа в 09:00 колонна Клинтона обошла левый фланг американской армии и дала условный сигнал выстрелом из двух орудий. Началось Лонг-Айлендское сражение: атакованные колонной Гранта с фронта и колонной Клинтона с тыла, американцы стали отступать к Бруклинскому лагерю. К 11:00 Гуанские высоты были захвачены, а бригада Стирлинга отрезана от тыла, но она сумела отбить несколько атак противника и через болота уйти к лагерю. К полудню все американские части успели отойти в лагерь. Хау не стал штурмовать лагерь, полагая, что флот отрежет противника от Манхэттена, и тот капитулирует без боя, но сильный северо-восточный ветер помешал флоту войти в проливы. К концу дня 29 августа американское командование приняло решение отвести войска с острова. Ночью, под покровом тумана, вся Континентальная армия переправилась на Манхэттен. Разгром на Лонг-Айленде стал тяжёлым ударом для американцев, даже военные почти утратили веру в победу.

### Черепаха

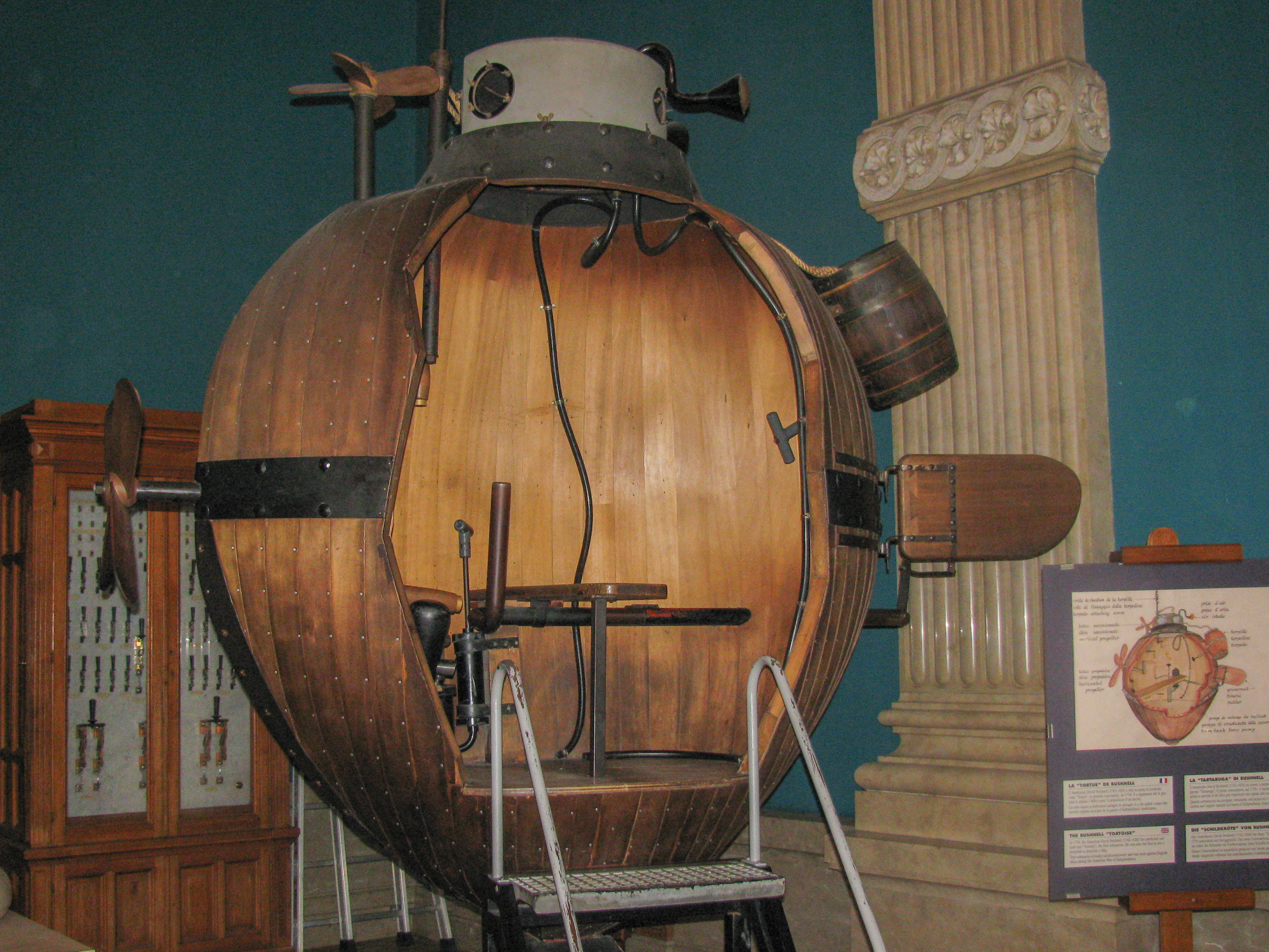
Реконструкция «Черепахи»

В начале сентября американцами впервые в мировой истории была применена боевая подводная лодка. Её разработал капитан Дэвид Башнелл, которого губернатор Трамбулл рекомендовал Вашингтону. Тот не очень поверил в проект Башнелла, но оказал ему содействие. Конструкция Башнелла напоминала два сложенных вместе черепашьих панциря, из-за чего её назвали «Черепаха». Устройство могло двигаться со скоростью три мили в час по спокойной воде. В августе для её испытаний был выбран доброволец Эзра Ли, вместе с которым Черепаху доставили на Лонг-Айленд, но британское наступление не позволило её использовать, и Черепаху вернули на Манхэттен. Было решено атаковать HMS Eagle, флагман адмирала Хау. 7 сентября Эзра Ли смог приблизиться к кораблю, но не смог пробурить его корпус для закрепления мины. Уже светало, и Ли стал возвращаться, но дезориентировался и бросил мину. Она проплыла мимо Статен-Айленда и взорвалась вдали от берега, на глазах генерала Патнэма.

### Конференция на Стэтен-Айленд

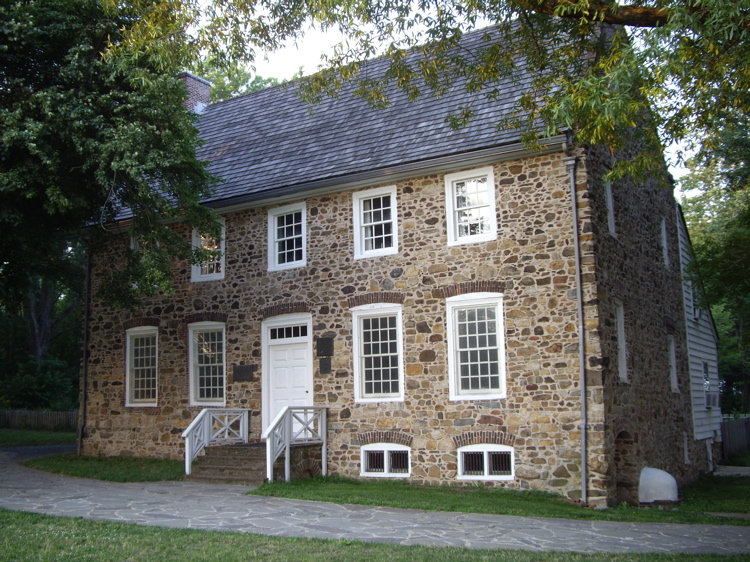
Дом Биллопа

В те дни начала сентября адмирал Ричард Хау возобновил попытки мирных переговоров, и попросил генерала Уильяма Хау не начинать наступления, пока они не завершатся. Первая попытка переговоров, в июле, не дала результата, и теперь адмирал решил использовать пленного генерала Салливана. С ним хорошо обращались в плену, он часто беседовал с адмиралом и тот уговорил его устроить встречу с членами Конгресса. Салливан явился с этим предложением в Конгресс, чем вызвал негодование Джона Адамса, который даже сказал, что лучше бы первая пуля в сражении при Лонг-Айлендн досталась Салливану. Однако, Конгресс принял предложение и сформировал комитет из трёх конгрессменов для переговоров с адмиралом. 11 сентября эти люди (Джон Адамс, Бенжамин Франклин и Джон Ратледж) прибыли на Статен-Айленд и встретились с Хау в доме Биллопа.
В ходе переговоров выяснилось, что адмирал Хау уполномочен заключить мир только в том случае, если штаты откажутся от независимости, и поэтому переговоры потеряли смысл. Франклин надеялся, что получится склонить Францию к союзу, и предпочёл не продолжать переговоров.
На следующий же день Вашингтон созвал генералов на военный совет, на котором было решено пересмотреть стратегию и полностью отказаться от обороны Нью-Йорка. С 12 по 14 сентября Континентальная армия постепенно покидала город без противодействия со стороны англичан. Всю армию, раненых, больных и все обозы перевели на северную часть Манхэттена на Гарлемские высоты.

## Сражения около Нью-Йорка

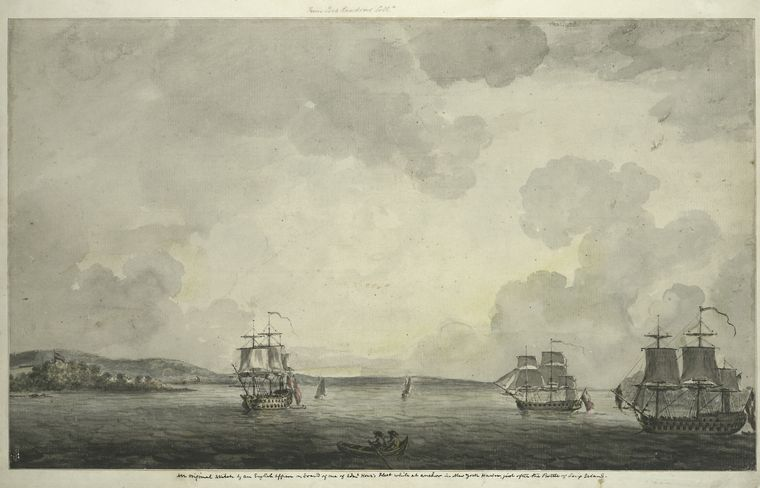
Флот в Нью-йоркской гавани после штурма

После эвакуации с Лонг-Айленда армия Вашингтона находилась в Нью-Йорке, но генерал, по выражению Кристофера Уорда, не мог решить, что теперь делать с армией и с Нью-Йорком. Армия после разгрома была уставшей, голодной, лишилась многих офицеров. Началось дезертирство: коннектикутское ополчение сократилось с 8000 до 2000 человек. Требовалось провести реорганизацию, и Вашингтон свёл армию в три дивизии:
- Дивизия Исраэля Патнэма: бригады Парсонса[англ.], Джеймса Клинтона?!, Феллоуза[англ.], Скотта[англ.] и Сайллимана[англ.]
- Дивизия Натаниеля Грина (временно под командованием Спенсера): бригады Никсона[англ.], Варнума[англ.], Хитчкока[англ.], Литтла, Джона Никсона
- Дивизия Уильяма Хета: бригады Джорджа Клинтона, Миффлина, Хэтчинсона, Сержента, Уорда, Хэзлетта и Смоллвуда.

Одновременно Вашингтон пытался решить, стоит ли оборонять Нью-Йорк, или лучше покинуть город, и следует ли его разрушить при отступлении, чтобы не давать противнику удобную базу на зиму. Генерал Грин советовал оставить город и разрушить его, потому что в случае утраты его невозможно будет вернуть без превосходства на море. Кроме того, две трети собственности в городе всё равно принадлежит лоялистам, о потерях которых не стоит волноваться. За разрушение выступали полковник Рид, генерал Патнэм и Джон Джей, у которого было много недвижимости в городе. 2 сентября Вашингтон запросил мнения Конгресса, но Конгресс принял решение не разрушать город. Оставалось решить вопрос с эвакуацией, для чего Вашингтон 7 сентября созвал военный совет. Совет согласился с тем, что город невозможно удержать, но не стал требовать и полной эвакуации, а принял компромиссное решение: дивизию Патнэма (5000 чел.) оставили в Нью-Йорке, дивизии Хета (9000) поручили охранять полосу от Гарлема до Кингсбридж, а ополчение под командованием Грина было решено развернуть вдоль берега от Нью-Йорка до Гарлема. В результате этого решения армия оказалась растянута на 16 миль, а её слабое место оказалось как раз по середине. Британское командование обратило внимание на этот недостаток и решило им воспользоваться.
Генерал Грин тоже был недоволен этим решением, поэтому по его инициативе 12 сентября был созван ещё один совет, который предложил полностью покинуть город, но Вашингтон отказал, по той причине, что ещё не всё военное имущество было вывезено из города, а вывоз (писал он 14-го числа Конгрессу) проходит так медленно, что явно не будет окончен в ближайшее время.
Британская армия две недели стояла на Манхэттене, но флот проявлял активность: 3 сентября фрегат HMS Rose (32 орудия) поднялся вверх по Ист-Ривер а 13 сентября четыре фрегата (HMS Phoenix (44), HMS Roebuck (44), HMS Orpheus (32) и HMS Carysfort (28)) поднялись вверх по Гудзону. Появление этих кораблей не позволило Вашингтону вывозить имущество из Нью-Йорка по воде.

### Сражение в бухте Кип

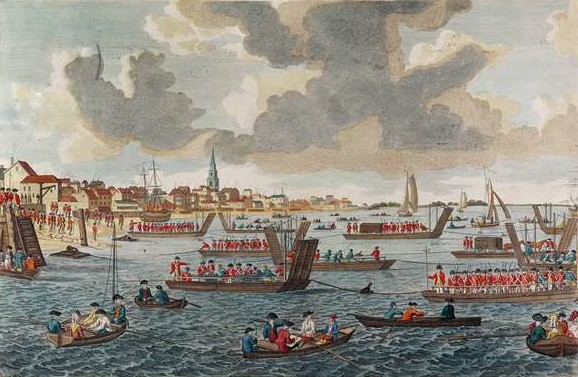
Переправа британской армии.

Утром 15 сентября британская армия начала переправляться на Манхэттен. Пять боевых кораблей встали у берега и в 11:00 открыли огонь по укреплениям американской армии из всех 70-ти корабельных орудий. Огонь пришёлся в основном по коннектикутской бригаде Уильяма Дугласа. Пехота погрузилась на 84 лодки и, когда бомбардировка прекратилась, лодки подошли к берегу и высадили пехоту. Бригада дугласа бросила позицию без сопротивления, а затем ушла и бригада Уодсворта. Бригады Парсонса и Скотта отошли в Нью-Йорк. Вашингтон находился утром в Гарлеме, но при первых звуках боя помчался к бухте Кип. На Почтовой дороге (сейчас пересечение Лексингтон-Авеню и 42-й улицы) он увидел беспорядочно бегущую бригаду Дугласа. Он пытался остановить их, но его никто не слушал. Считается, что генерал швырнул свою шляпу на землю и воскликнул: «И с этими людьми я должен защищать Америку?». Генерал Патнэм успел пробраться в Нью-Йорк, собрать там все войска и, бросив всю тяжёлую артиллерию, вывел их из города прежде, чем британцы отрезали пути отхода.
Первыми на Манхэттене высадились 4000 человек Хау, Корнуоллиса, Воуна, Мэтьюза, Лесли и Фон Донопа. Гессенцы Фон Донопа сразу повернули к Нью-Йорку, лёгкая пехота Лесли повернула на север, а остальная армия заняла местечко Инклберг (сейчас между 35-й и 40-й улицами). В 17:00 на берег высадилось ещё 9000 человек. В последующие дни британцы заняли Нью-Йорк, захватив 50 или 60 орудий и большие запасы боеприпасов. Армия Вашингтона отступила на север Манхэттена.

### Сражение при Гарлем-Хайтс
Американская армия, отступив от Нью-Йорка, заняла позицию на узкой полосе земли между Гудзоном и рекой Гарлем, на плато, известном как Гарлемские высоты. По документом в армии насчитывалось 27273 человек, 104 лошади и 543 орудия, но только 16 124 человека были признаны пригодными к строевой службе. Вашингтон был уверен в силе этой позиции и писал Конгрессу, что армия может выдержать атаку, если проявит упорство, но он сильно сомневается, что она будет его проявлять. Британская армия была совсем близко, но точное расположение её частей было неизвестно, поэтому утром 16 сентября Рейнджеры Нолтона были отправлены на разведку боем. Так началось сражение на Гарлемских высотах. Нолтон вступил в перестрелку с противником, но 42-й пехотный полк атаковал его с фланга и заставил отойти. Тогда Вашингтон отправил Нолтона в отвлекающую лобовую атаку, а отряд полковника Рида направил в обход фланга британцев. Обход не получился, но американцам удалось оттеснить англичан. Томас Нолтон был смертельно ранен в этой перестрелке. Обе стороны подтянули подкрепления, но Вашингтон почувствовал, что бой переходит в полноценное сражение, и приказал своим людям отступить. Успешная атака была настолько новым и необычным зрелищем для американцев, что они с большой неохотой выполнили приказ.
Столкновение было небольшим, но имело важные последствия. Американцы поверили в свои силы, особенно те ополченцы, что пережили унизительное бегство при Кипс-Бей. Южане и жители Новой Англии впервые сражались в общем строю, хотя каждая сторона впоследствии приписывала основные заслуги себе. Полковник Рид писал, что в армию вернулся боевой дух, казалось, уже утраченный, и ему хотелось, чтобы это был длящийся эффект. Британцы в этом бою осознали, что их противник может уверенно держаться против лучших частей британской регулярной армии, что кампания будет сложнее, чем это могло показаться после Кипс-Бей. Принимая во внимание это обстоятельство, генерал Хау решил действовать осторожно и потратил четыре недели на планирование дальнейших операций.
Существует мнение, что именно на Гарлемских высотах генерал Вашингтон впервые заметил артиллериста Александра Гамильтона, руководящего постройкой укреплений, обратил внимание на его офицерские качества, и вызвал его к себе в палатку на беседу.

### Наступление на север
После Гарлемского сражения генерал Хау понял, что предстоит непростая кампания, и отложил наступление на четыре недели, занявшись между тем укреплением своих позиций. Армии противников стояли на севере Манхэттена, и американские генералы пытались понять, что предпримет противник. Континентальная армия на тот момент насчитывала на бумаге 25 000 человек, но её реальная численность составляла около 16 000 человек, из которых значительную часть составляло ненадёжное ополчение. Этого было недостаточно для прикрытия всех направлений, и уровень дисциплины войск был весьма низким. Участились случаи грабежей и дезертирства. Вашингтон писал Конгрессу, что от грабежей страдают даже госпитали, имущество офицеров и квартиры генералов. Кроме того, армии не хватало палаток и вообще походного имущества, а погода постепенно ухудшалась.
В это время генерал Хау 26 дней планировал дальнейший ход кампании. Он полагал, что фронтальная атака американских позиций нежелательна, а местность позволяет обойти противника с тыла. Он решил высадить армию на полуострове Фрогс-Нэк, оттуда по дороге выйти в Кингс-Бридж, оказаться в тылу армии противника и прижать её к Гудзону. Вечером 12 октября основная часть британской армии погрузилась на 80 кораблей, пересекла пролив Хелл-Гейтс и высадила авангард в 4000 человек на Фрогс-Нэк. Три бригады под командованием лорда Перси остались на позиции у Гарлемских высот. Высадившись на полуострове, британский авангард начал марш на Кингс-Бридж, но выйти с полуострова можно было только через заболоченный перешеек, который охраняли стрелки 1-го пенсильванского полка под командованием полковника Эдварда Хэнда. Когда британцы подошли к перешейку, 25 пенсильванцев открыли по ним такой точный огонь, что британцы в беспорядке отступили до ближайшей возвышенности и более не предпринимали попыток прорыва. Отряд Хэнда был сразу же усилен полком Уильяма Прескотта и полком Джона Грэма, и таким образом силы обороняющихся возросли до 1800 человек.

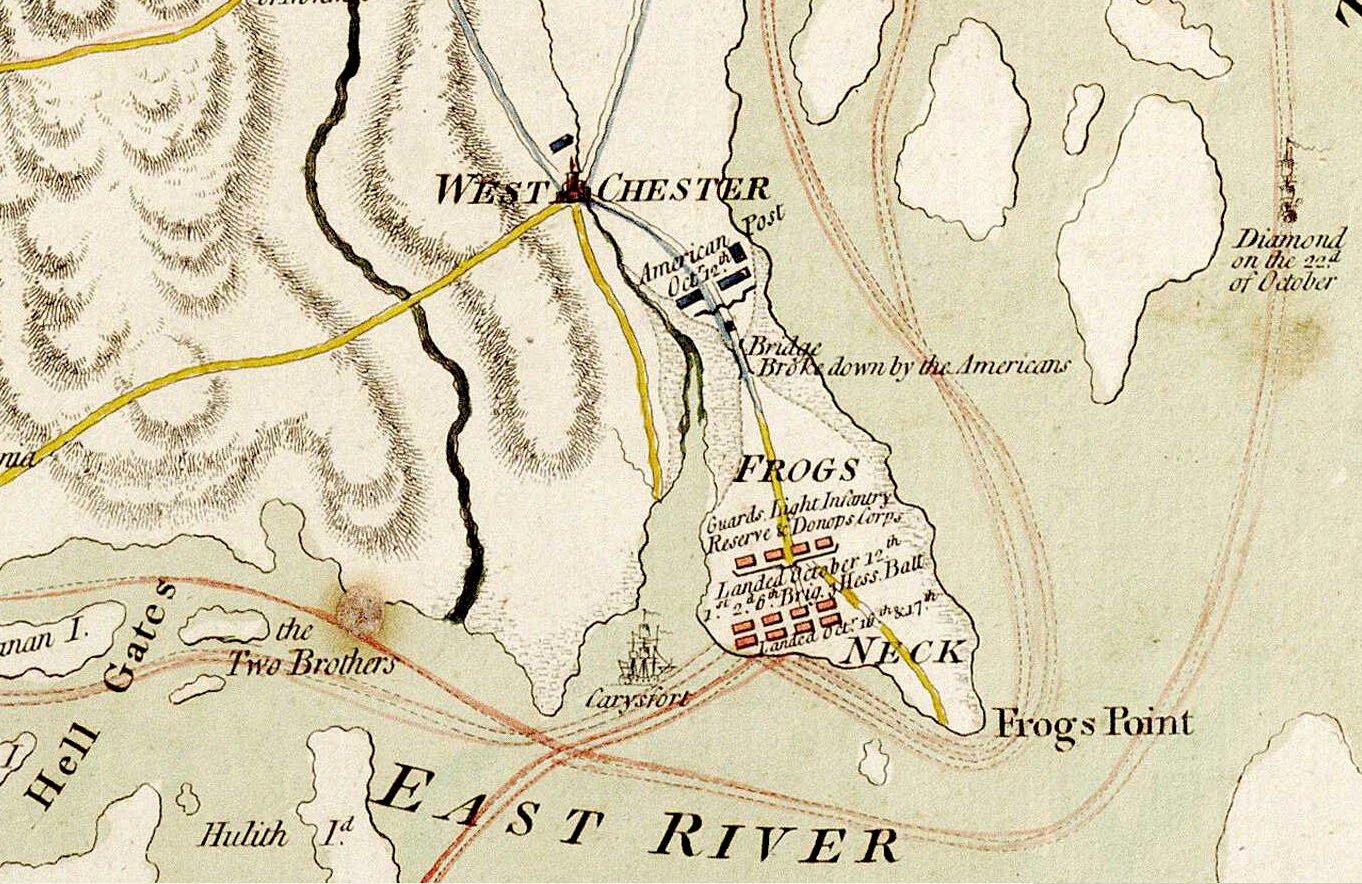
Британская армия на Фрогс-Нэк.

К концу дня на полуостров высадились и основные части армии, но стало понятно, что прорываться через перешеек невыгодно. Однако, существовал ещё мыс Пеллс-Пойнт, где тоже можно было высадить армию. 16 октября Вашингтон собрал генералов на военный совет. Британская армия на полуострове Фрогс-Нэк создавала серьёзную угрозу американской армии, поэтому было решено отступить к Уайт-Плейнс, оставив при этом гарнизон в 2000 человек в форте Вашингтон. «Это было на редкость неудачное решение», писал историк Кристофер Уорд о намерениях удерживать форт Вашингтон. 18 октября американская армия выступила маршем на Уайт-Плейнс, а в тот же день генерал Хау погрузил армию на суда и высадился в Пеллс-Пойнт.
Неподалёку от мыса Пеллс-Пойнт, в селении Истчестер стояла бригада полковника Джона Гловера, примерно 750 человек при 4-х орудиях. Заметив высадку противника, он двинулся навстречу, занял удобную позицию и вступил в перестрелку, которая стала известна как Бой при Пеллс-пойнт.
21 октября Вашингтон лично прибыл в Уайт-Плейнс, изучил местность, и решил, что англичане определённо направятся к этому месту. 22 октября он узнал, что недавно, 11-12 октября, Бенедикт Арнольд вступил в бой с англичанами на озере Валькур и потерял весь свой флот, но во всяком случае, сражался решительно, и оставался шанс, что форт Тикондерога не позволит армии противника пробиться из Канады далеко на юг в сторону Нью-Йорка.
Когда Континентальная армия пришла в Уайт-Плейнс, Вашингтон снова реорганизовал её. Генералы Стирлинг и Салливан были возвращены из плена по обмену, и генерал Чарльз Ли снова был при армии, поэтому её разделили на семь дивизий: Грина, Ли, Хета, Салливана, Патнэма, Спенсера и Линкольна. Дивизия Грина (3500 чел.) стояла не западном берегу Гудзона у форта Ли, отряд полковника Маго удерживал форт Вашингтон, а основная армия, 14500 человек, стояла на холмах фронтом к Уайт-Плейнс. Дивизия Патнэма стояла на правом фланге, дивизия Хета на левом, а Вашингтон лично командовал центром. Британская армия появилась только 28 октября: по необъяснимым причинам генерал Хау двигался медленно, прошёл 17 миль за 10 дней, простояв три дня в Нью-Рошели и четыре дня в Мамаронек. У него был шанс атаковать армию Вашингтона при отходе к Уайт-Плейнс, но Хау упустил этот шанс. Между тем к нему из Англии прибыли подкрепления: 120 кораблей доставили 3997 гессенцев, 670 солдат из Вальдека и роту егерей (все под общим командованием Вильгельма фон Книпхаузена) и 3400 британских рекрутов. Гессенцы были сразу же переправлены в Нью-Рошель.

### Сражение при Уайт-Плейнс
Утром 28 октября генерал Спенсер вышел навстречу британским авангардом с небольшие отрядом, но был быстро отброшен за реку Бронкс на высоту Чаттертон-Хилл. Вашингтон усилил Спенсера бригадой Макдугала, а англичане решили атаковать холм в первую очередь и выделили для атаки 4000 человек. Два британских полка первые атаковали высоту, но были отброшены. Во время второго штурма гессенский полк полковника Ролла обошёл фланг американской позиции и атаковал ополченцев, которые открыли по противнику довольно точный огонь, но при появлении драгунского эскадрона запаниковали и обратились в бегство. Макдугал пытался перестроить войска и удержать позицию на высоте, но вскоре понял бессмысленность попыток и начал отход. Британцы не преследовали противника, и общая атака основной американской позиции по неизвестным причинам так и не началась.
После захвата Чаттертонского холма британская позиция охватывала оба фланга американской армии. Генерал Хау получил подкрепления, и его армия увеличилась до 20 000 человек. Но не стал наступать дальше: 4 ноября американцы обнаружили, что британская армия исчезла. Никто не знал планов противника, и были предположения, что Хау собирается переправиться в Нью-Джерси или осадить форт Вашингтон. 6 ноября Вашингтон собрал военный совет, который принял решение перевести часть армии в Нью-Джерси, но форта Вашингтон всё так же решено было удерживать.

### Штурм форта Вашингтон

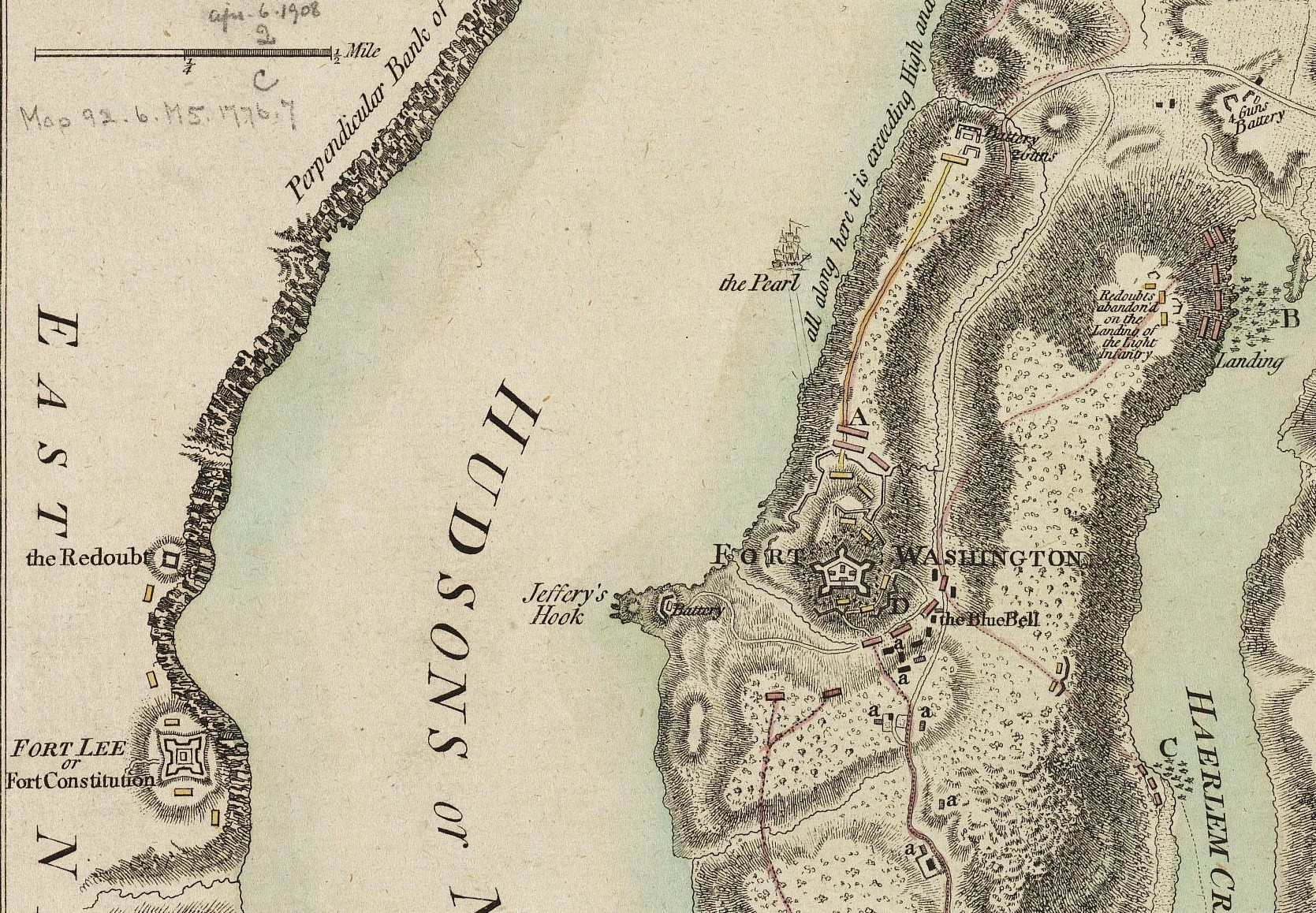
Наступление британцев на форт Вашингтон.

Вашингтону приходилось прикрывать сразу три направления: защищать коммуникации с Новой Англией, пути отхода на север в горы и коммуникации с Пенсильванией. Он разделил свои силы на три отряда, отправив один, под командованием Патнэма, к реке Хакинсак, немного западнее форта Вашингтон. Интуиция подсказывала ему, что форт тоже надо эвакуировать, но генералы были в основном за то, чтобы удерживать форт. Ближе всего к форту стоял отряд генерала Грина, которому поручили принять окончательно решение, и он полагал, что форт не стоит оставлять. 15 ноября генерал Хау подошёл к форту и потребовал капитуляции. Гарнизон отказался сдаваться, и тогда утром 16 ноября по форту открыли огонь из редутов и корабельных орудий. Пехота наступала на форт с трёх сторон: 5000 гессенцев Книпхаузена с севера, гвардия, гренадеры и 33-й пехотный с востока, под командованием генерала Корнуоллиса, а 42-й пехотный был выделен для ложной атаки с юга.
Гессенцы столкнулись со сложной местностью и упорным сопротивлением противника, и тогда 42-й пехотный был усилен, и его ложная атака превратилась в настоящую: полк ворвался в укрепления с юга, и форт был взят. Американцы потеряли 3000 человек убитыми, ранеными и пленными. Гессенцы потеряли 330 человек, британцы 128. Хау сразу же развил свой успех: 18 ноября генерал Корнуоллис высадил отряд в 4500 человек в 8-ми милях от форта Ли и начал скрытный марш к форту, но американцы узнали о его появлении. Генерал Грин успел отвести войска от форта, бросил весь лагерь со всем имуществом.
Историк Дэвид Маккалоу писал, что падение форта было катастрофой для американской армии; и если даже потеря 1000 человек пленными на Лонг-Айленде было тяжёлым ударом, то теперь в плен попало вдвое большее количество (многие потом погибли в тюрьмах из-за болезней). Британцам достались 146 бронзовых и железных орудий. Грин писал, что чувствует ярость, досаду и вину. Чарльз Ли написал одному из членов Конгресса, что с досады вырвал клок волос из своей головы, и что всё произошло именно так, как он предсказывал, и этого бы не случилось, если бы он обладал соответствующими полномочиями. Вашингтону он написал, что тот слишком доверился мнению некомпетентных людей, имея в виду генерала Грина. Сам Вашингтоне не стал обвинять Грина, и не отстранил его от командования, хотя репутация этого генерала сильно пострадала.

### Отступление в Нью-Джерси

Отступление Вашингтона через Нью-Джерси.

После падения форта Вашингтон американская армия была всё ещё разделена на три части. Генерал Чарльз Ли с тремя дивизиями (своей, Салливана и Спенсера) находился в Норткасле, прикрывая направление на Новую Англию. На бумаге у него было 10 000 человек, но реально боеспособных военных оставалось всего 5 500 человек. Четыре бригады генерала Хета стояли в Пикскил: их на бумаге было 5400, а в реальности 3200 человек. Остальная армия, около 5400 человек, под личным командованием Вашингтона, находилась около форта Ли. Всё вместе фактически насчитывало 14 000 человек, но реальная численность армии быстро сокращалась. Приближалась зима, начинались морозы, а у рядовых не было палаток, одежды, иногда даже обуви. Падение форта Вашингтон подорвало боевой дух армии. Сроки службы военных подходили к концу. 2600 человек должны были покинуть армию к 1 декабря, а остальную армию надо было распустить к 1 января 1777 года. Многие военные покидали армию ещё до формального окончания сроков службы.
Захват форта Вашингтон спутал все планы главнокомандующего; генерал Вашингтон был уверен, что форт будет сдерживать противника несколько месяцев, но он пал за несколько часов. Теперь генерал Хау мог легко вторгаться в Нью-Джерси. Потеряв этот форт, Вашингтон решил удерживать форт Ли на другой стороне реки, но вскоре осознал, что это укрепление более не имеет стратегического значения. Он решил вывести гарнизон и эвакуировать всё имущество, но это решение было принято слишком поздно.
19 ноября британский отряд в 4000 человек (2 батальона лёгкой пехоты, 4 гренадерских батальона, 33-й и 42-й пехотные полки) переправился через Гудзон, подошёл к форту Ли и сходу занял его. Генерал Грин успел вывести гарнизон из форта, но потерял при этом несколько тысяч баррелей муки. К счастью для американцев весь порох успели вывезти незадолго до этого.
Теперь стало очевидно, что британцы намерены наступать на Нью-Джерси. Генералу Ли было приказано в этом случае спешить на соединение с армией Вашингтона, но он медлил. Вашингтон лично порекомендовал ему идти на соединение с основной армией, однако не отдал прямого приказа, предпочитая сохранять независимое командование. Между тем армия Вашингтона отступила к городку Хакенсак, но местность там была непригодна для обороны, а в форте Ли были потеряны все лопаты и кирки, и строить укрепления было нечем. 22 ноября Вашингтон отвёл армию в Ньюарк. Положение армии были критическим, Вашингтон раздумывал о том, чтобы отступить на западные окраины Пенсильвании или за Аллегенские горы. Он собрал генералов и спросил, следует ли армии отступать дальше на юг, или же лучше отойти в Морристаун, чтобы оказаться между британцами и Филадельфией, которая явно является их целью. Совет высказался за Морристаун, но Вашингтон решил продолжать отступление. У него было в тот день 5410 человек, хотя у 40 % этого количества сроки службы истекали к 1 декабря. На второй день в Ньюарке Вашингтон ещё раз попросил генерала Ли идти на соединение с армией и запросил подкреплений у генерала Гейтса. Он надеялся отступить к Брунсвику и, если накопит достаточно сил, дать бой там.
Тем временем генерал Хау решил, что легко сможет добить ослабленную армию, поэтому решился разделить свои силы и отправил 6000 человек под командованием Клинтона на завоевание Род-Айленда. Другая часть армии, 10 000 человек, под командованием Корнуоллиса, несколько дней простояла на месте по причине визита генерала Хау из Нью-Йорка. Изучив обстановку, Хау приказал Корнуоллису продолжать наступление. 26 ноября Корнуоллис начал марш и 28 ноября вошёл в Ньюарк, который только что покинула армия Вашингтона. Отступая весь день под проливным дождём американская армия 29 ноября пришла в Брунсвик. Вашингтон надеялся встретить там Ли, но с удивлением узнал, что Ли даже не покинул лагеря. Без его армии не было никаких шансов удержать рубеж реки Раритан, поэтому 1 декабря Вашингтон покинул Брунсвик.
Вашингтон отступил к Принстону, а оттуда в Трентон, где оказался вечером 2 декабря и сразу же, в ночь, начал переправу через реку Делавэр. Бригада Стирлинга осталась в Принстоне для прикрытия отступления. Континентальная армия была развёрнута вдоль Делавэра, прикрывая все переправы. Отряд Корнуоллиса в это время вышел к Брунсвику и мог бы перехватить армию противника на переправе, но получил приказ остановиться и ждать подхода основной армии.
7 декабря Вашингтон отправил отряд в 1200 человек к Принстону, чтобы исследовать обстановку и узнать что-то о перемещениях генерала Чарльза Ли. Подойдя к городку, этот отряд встретил отступающую бригаду Стирлинга; оказалось, что армия Корнуоллиса уже на подходе. Вашингтон повернул назад, по пути разрушая мосты и заваливая деревьями дороги. Корнуоллис вошёл в Трентон 8 декабря в 14:00, как раз в тот момент, когда последние подразделения Континентальной армии отошли на западный берег реки Делавэр. Генерал Хау попытался найти какие-то средства переправы, но все они были уже уничтожены. Тогда Хау решил, что кампания 1776 года фактически завершилась, отказался от мысли форсировать Делавэр и распределил свою армию по нескольким городкам.

## Кризис
Слава Богу, что я не боюсь. Я не вижу реальных причин для страха. Я хорошо знаю наше положение и вижу выход. Когда наша армия концентрировалась, Хау не осмеливался вступать в бой; и не его заслуга в том, что он отступил от Уайт-Пейнс и выжидал момент, чтобы разорить беззащитное Джерси; это наша заслуга, это мы, с горстью людей смогли организованно отступить почти на сто миль, вывезли все боеприпасы, все наши орудия, почти все наших обозы, четыре реки перейдя при этом.
Положение американской стороны было отчаянным. Нью-Йорк пал, Филадельфия, столица страны, не имела ни гарнизона, ни укреплений, у противника было 10 000 солдат, готовых к штурму Филадельфии, и на их пути оставалась только река Делавэр, но и река могла замёрзнуть со дня на день. У Вашингтона осталось всего 5000 человек, наполовину едва умеющих воевать. Эта голодная оборванная армия должна была удерживать 30 миль делаверского берега, когда противник мог напасть в любой момент и в любом месте. Вашингтон понимал, что не сможет удержать рубеж Делавэра, и война с большой вероятностью уже проиграна. В это время в Нью-Йорке генерал Хау объявил, что готов амнистировать всех, кто принесёт присягу королю, и многие жители Нью-Джерси воспользовались этой возможностью. Жители Филадельфии покидали город, а некоторые уходили к англичанам в Нью-Йорк: к противнику переметнулись даже члены Континентального конгресса Джозеф Галлоуэй и Эндрю Аллен. Даже конгрессмен и памфлетист Джон Дикинсон покинул армию, отказался от участия в Конгрессе и удалился в провинцию.
В противоположность Дикенсону, другой известный памфлетист, Томас Пейн, присоединился к генералу Грину в форте Ли, прошёл с мушкетом в руках от Гудзона до Делавэра вместе с армией, в Ньюарке снова взялся за перо и в середине декабря издал в Филадельфии памфлет «Американский кризис», который пользовался огромной популярность, распространился по всем городкам и по армейским лагерям. Между тем 12 декабря Конгресс покинул Филадельфию, уехал в Балтимор, и оставил ведение войны полностью на усмотрение Вашингтона.
Странное поведение генерала Ли до сих пор вызывает споры среди историков. Одни полагают, что он предал Вашингтона, надеясь, что тот будет разбит и сам Ли окажется во главе Континентальной армии, другие же полагают, что он только дистанцировался от Вашингтона, полагая, что тот ведёт армию к катастрофе. Истинные его намерения неизвестны. Джон Ферлинг сомневался в предательстве Ли, обращая внимание, что Ли был бывшим офицером британской армии и в случае поражения Америки его ждала смертная казнь. Его промедление Ферлинг объясняет тем, что до 27 числа он не получил от Вашингтона категорического приказа на марш в Нью-Джерси, поэтому Ли виноват скорее в том, что не объяснил Вашингтону своей позиции и намерений.
2 декабря генерал Чарльз Ли наконец выступил в Джерси, но не для соединения с армией Вашингтона, а для того, чтобы, сохраняя независимое командование, оказаться в тылу англичан и тревожить их коммуникации. Он двигался медленно, проходя по три мили в день, и 12 декабря пришёл в Вилтон, где оставил армию а сам отправился в таверну в Баскин-Ридж. на следующее утро его обнаружил британский отряд полковника Уильяма Харкура, который окружил таверну и взял ли в плен. Его захватили те самые драгуны, которыми он командовал в Португалии в 1762 году. В Америке многие считали Ли выдающимся командиром, и его захват стал тяжёлым потрясением для всего американского общества. Даже Вашингтон писал, что это большая утрата для армии. Но будущее показало, что захват Ли принёс только пользу американской стороне: командование его отрядом принял Джон Салливан, который быстро, уже 20 декабря, привёл отряд, всего 2000 человек, в лагерь Вашингтона. Вскоре пришёл и генерал Гейтс с отрядом в 500 человек. К Рождеству у Вашингтона было уже 6000 боеспособных военных. Но этой маленькой армии оставалось просуществовать всего 10 дней: 31 декабря у военных истекали сроки службы и им предстояло разойтись по домом всем, кроме 1400 человек.

## Принстон и Трентон

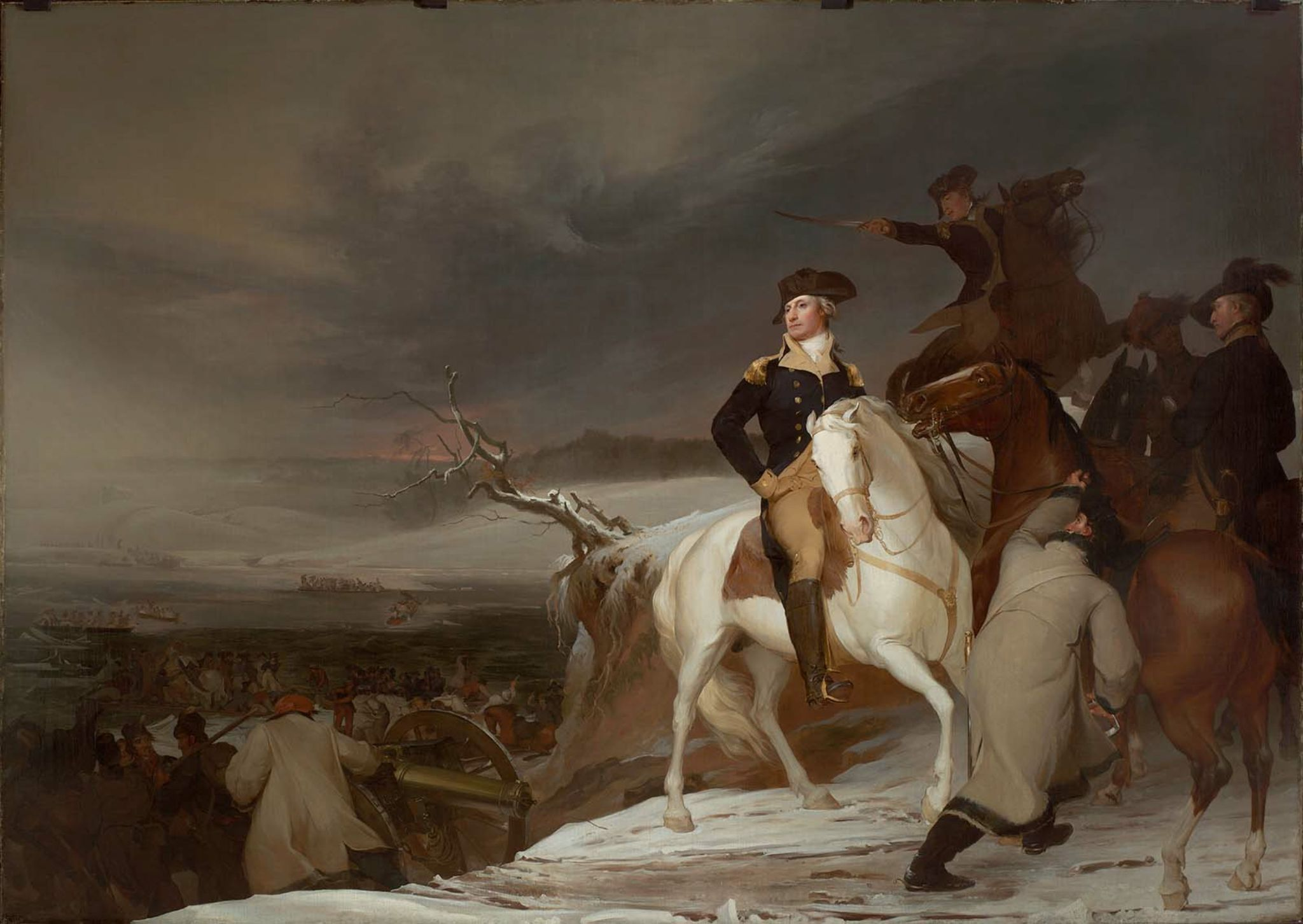
Переправа через Делавэр, картина Томаса Салли

Вечером 24 декабря Вашингтон собрал на военный совет генералов Грина, Салливана, Мерсера, Стирлинга, Роше де Фермой и Сент-Клэра, и предложил им напасть на гессенский гарнизон в городе Трентон. План был рассмотрен и одобрен. Этот план предполагал атаку с трёх направлений: генерал Джон Кадвалладер должен был совершить диверсию против британского гарнизона в Бордентауне, генерал Джеймс Эвинг должен был захватить мост через Ассупинк-Крик и не дать гессенцам отступить за эту реку, а основной же отряд, разделённый на два корпуса под командованием Грина и Салливана, должен был перейти Дэлавер в 9 милях от Трентона и атаковать Трентон рано утром. В случае успеха рассматривалась возможность атаковать в направлении Принстона или Нью-Брунсвика.
На Рождество, 25 декабря, основная колонна сконцентрировалась около Макконки-Ферри, а в 15:00 выступила к реке, где уже были собраны лодки. С наступлением темноты началась так называемая «Переправа Вашингтона через Делавэр»: вирджинцы Стивена переправлялись первыми, за ними последовали отряды Мерсера, а затем Стирлинга. Ночь была тёмной, несмотря на полнолуние, с сильным ветром, дождём и снегом. Предполагалось, что армия переправится к полуночи, но на практике только к 04:00 армия смогла начать марш к Трентону. Рядовые замёрзли, промокли, а офицеры, помимо этого, были обеспокоены тем, что армия наступает, выбиваясь из графика. Но Вашингтон сохранял спокойствие и был настроен решительно. Когда от генерала Салливана передали, что в его отряде отсырел порох, он ответил: «Пусть генерал Салливан использует штыки. Я намерен взять Трентон».
Сражение при Трентоне началось примерно в 07:30, когда наступающие открыли огонь по гессенскому пикету, который отступил к городу. Полковник Ролл сразу же начал строить свои полки на улицах города. Отряды Вашингтона подошли к городу с севера, развернулись в боевую линию и установили орудия (4 орудия капитана Томаса и 2 орудия капитана Александра Гамильтона). Гессенцы тоже выкатили два орудия, но артиллеристы были вскоре перебиты ружейным огнём. Отряд лейтенанта Джеймса Монро атаковал орудия и захватил их. Ролл решил штыковой атакой отбить город, но атака не удалась. Гессенцы стали отступать, но попали в окружение и сдались. Сражение завершилось в 09:00.
Так как отряды Эвинга и Кадвалладера не сумели перейти Делавэр, то Вашингтон отказался от наступления на Принстон и Нью-Брунсвик. Около полудня он приказал отступать к переправам. Снежная буря тем временем не утихала, и переправиться через реку было ещё труднее, чем утром. Только к ночи удалось полностью переправить армию на пенсильванский берег, и только к утру солдаты вернулись в свои лагеря.
Британский историк Джон Фортескью писал, что атака на Трентон изменила ход войны. Дух сопротивления снова ожил, и Хау увидел, что американцы готовы атаковать его со всех сторон. Моральный эффект от разгрома американцев под Нью-Йорком кончился, и теперь британской армии надо было начинать всё сначала. 20 января Хау написал письмо лорду Джермейну, в котором сообщил, что ситуация в Америке после Трентона серьёзно ухудшилась. Он отказался от планов завоевания Новой Англии и решил сосредоточиться на захвате Филадельфии.
Вечером того же дня генерал Кадвалладер вошёл в Бёрлингтон и не обнаружил там противника. Утром 27 декабря он вошёл в Бордертаун, где ему достались большие запасы военного имущества, брошенные гессенцами. Обнаружилось, что противника нет и в Трентоне. Кадвалладер сразу же написал об этом Вашингтону и предложил тому вернуться, чтобы воспользоваться плодами победы. Вашингтон уже сам пришёл к такому решению и 29 декабря начал ещё одну переправу войск.

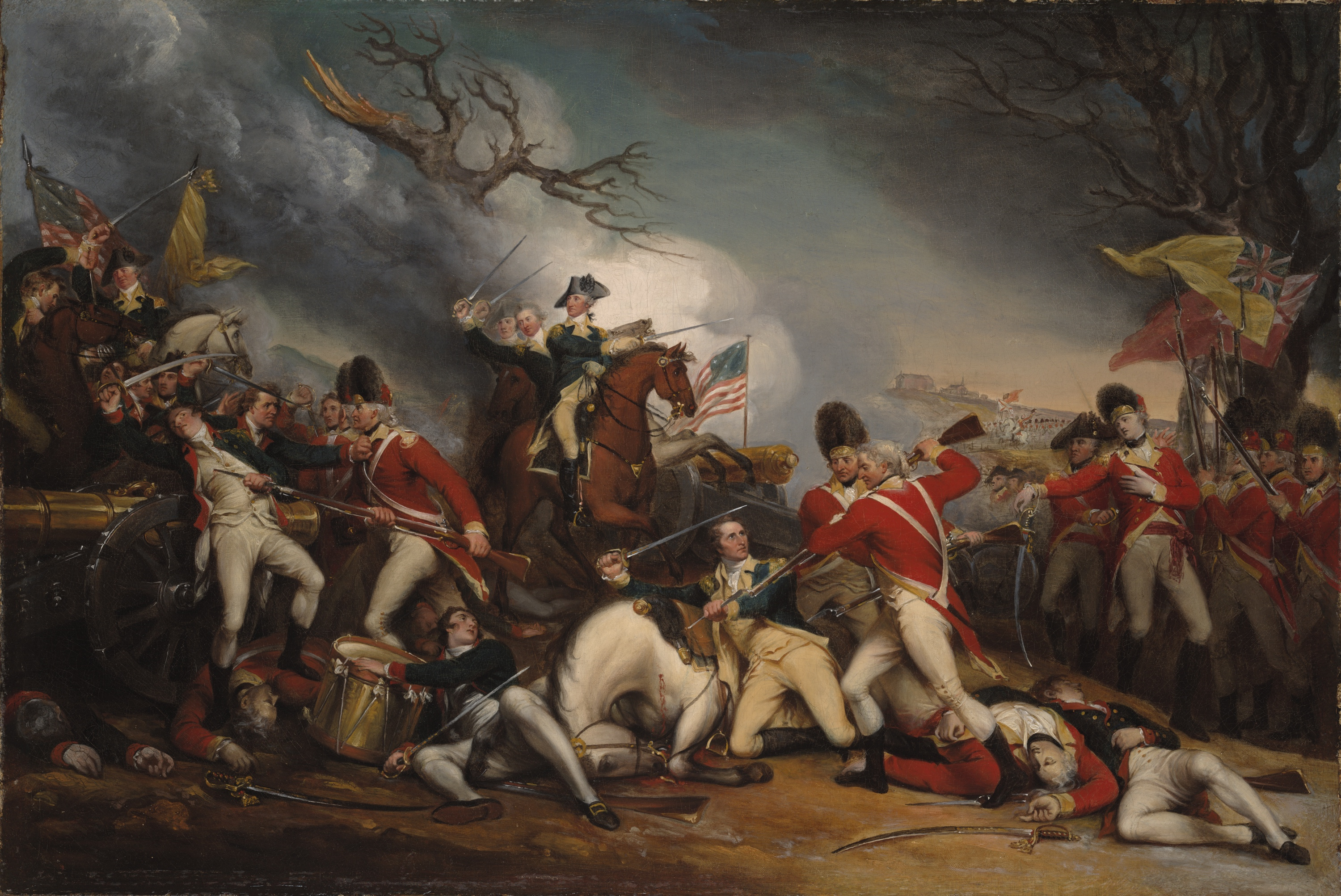
Гибель генерала Мерсера в сражении при Принстоне

У Вашингтона было 5000 человек при 40 орудиях. Узнав о его появлении, Корнуоллис выступил на Трентон с армией в 8000 человек при 28 орудиях, и уже 1 января аванград британской армии вошёл в Трентон. Вашингтон отошёл от города за реку Ассупинк-Крик. 2 января британцы подошли к его позиции и попытались перейти реку по мостам или вброд, но были остановлены. Так как уже темнело, Корнуоллис решил отложить общую атаку до утра. Ночью Вашингтон собрал военный совет, который стал решать, надо ли оставаться на позиции или же стоит отступить вниз по реке Делавэр. Кто-то (возможно, сам Вашингтон) предложил рискованный план: обойти левый фланг противника, атаковать британский пост в Принстоне, а потом захватить Нью-Брунсвик, где находились склады британской армии. 1 января в час ночи армия начала марш на Принстон. В городе стояли три полка британской армии: 17-й, 40-й и 55-й, но утром два из них вышли к Трентону, и остался только 40-й полк. На марше полковника Чарльз Мохвуд заметил колонну американской армии и принял решение атаковать её, началось сражение при Принстоне. Мохвуду удалось опрокинуть передовые отряды, но основная армия устояла и обратила противника в бегство: часть ушла в Трентон, а часть отступила в Принстон, где заперлась в здании Принстонского колледжа, и вскоре капитулировала. Подобно сражению при Трентоне, Принстонское сражение оказала сильное моральное воздействие на американцев и создало Вашингтону репутацию полководца. О нём заговорили в Петербурге, Мадриде, Париже и Вене.
Несмотря на успех, армия была явно не готова к броску на Нью-Брунсвик. Наскоро собранный военный совет решил отказаться от Нью-Брунсвика и отступить на север, к холмистой местности около Морристауна. Впоследствии Вашингтон жалел, что не смог найти 500 или 600 человек, который бы смогли добраться до британских складов. Он начал отход, а в это время Корнуоллис уже спешил к Принстону, но войдя в город, успел увидеть только арьергарды армии противника. Он решил, что Вашингтон движется на Нью-Брунсвик и сам отправил армию в том направлении. Континентальная армия к концу дня успела дойти до Сомерсет-Кортхауз, а 6 января она дошла до Морристауна, где могла не опасаться внезапного нападения. В тот же день американские отряды заняли Хакенсак и Элизабеттаун. Во всём Нью-Джерси под контролем британцев остались только Амбой и Нью-Брунсвик. «И этого добилась армия численностью менее 5000 человек, — писал Кристофер Уорд, — оборванных, босых, голодных, плохо вооружённых, уже битых солдат, частью ополченцев, против которых сражалась вдвое превосходящая их численно армия профессионалов, имеющая всё необходимое, и всё это за 11 дней среди зимы».
Британский историк Джордж Тревельян писал в 1905 году, что едва ли когда ещё такое небольшое количество людей за такое короткое время добивались такого же сильного и длительного воздействия на ход мировой истории.
Принстонским сражением завершилась Нью-Джерсийская кампания 1776 года, которая захватила несколько дней 1777 года.

## Последствия
Континентальная армия в Морристаунском лагере столкнулась с теми же проблемами, что и прежде, и даже с некоторыми новыми. На бумаге армия Вашингтона насчитывала 17 812 человек, но реальное число было гораздо меньше, и это скрывали от друзей и от врагов, отчасти ради общественного мнения в Нью-Джерси, которое поверило в американскую армию после Трентона и Принстона. Численность армии не позволяла Вашингтоне предпринимать серьёзные кампании, как минимум до весны, поэтому он решил перейти к тактике изматывания, не позволяя британским фуражирам собирать продовольствие в провинции, и забирая все запасы зерна вокруг британских лагерей. Он приступил к мелким нападениям, стараясь не допускать втягивания всей армии в бои. Александр Гамильтон писал, что при недостатке фуража британская армия не сможет перемещать свою артиллерию и обозы, и это помешает ей предпринимать крупные наступления. Чтобы изменить баланс сил в свою пользу, Вашингтон велел генералу Хету произвести демонстрацию у Кингс-Бридж, надеясь, что британцы перебросят туда часть сил и это позволит ему атаковать Брунсвик. Но Хет лишь подошёл к форту Индепенденс, окружил его, но не смог штурмовать, так как в его распоряжении были только ополченцы, и не смог обстрелять, потому что у него были всего три мелкокалиберные пушки. Он потребовал от гарнизона капитуляции, после чего просто снял осаду. «Ваши требования гарнизону без возможности осуществить угрозы были не только бесполезны, но и просто смешны», писал Хету Вашингтон.
Вашингтон полагал, что именно сейчас армия слаба, как никогда, и именно сейчас у британцев больше всего шансов на успех. И лишь бездеятельность противника может дать американцам время на формирование новой армии. «Большая армия зажата в угол призраком армии», писал Гамильтон о положении британцев в Нью-Йорке. Чтобы компенсировать отсутствие регулярных частей, Вашингтону пришлось принимать в армию ополчение, которому он не доверял. Дезертиров было так много, что, по словам Вашингтона от 20 ноября 1777 года, приходится использовать одну половину армии чтобы сторожить другую половину. 25 декабря Вашингтон издал прокламацию, которая требовала от жителей Нью-Джерси отказаться от клятвы верности королю (данной по прокламации генерала Хау) и принести клятву верности Соединённым Штатам, иначе с ними будут обращаться как с врагами. Это был редкий случай использования Вашингтоном чрезвычайных полномочий, данных ему Конгрессом в декабре 1776 года. Некоторые члены Конгресса обвинили его в нарушении законов страны, но специальный комитет, сформированный для рассмотрения этого дела, не нашёл в прокламации нарушений.
Чтобы восполнить потери в офицерах Конгресс, по рекомендации Вашингтона, назначил новых генерал-майоров и бригадных генералов. Генерал-майорами были назначены (19 февраля 1777 года) пять человек: Стирлинг, Томас Миффлин, Артур Сент-Клэр и Бенджамен Линкольн. Бригадными генералами были назначены: Инек Пур, Джон Гловер, Джон Патерсон, Энтони Уэйн, Джеймс Варнум, Джон Дехасс, Джордж Уидон, Питер Мюлленберг, Джон Кадвалладер и Уильям Вудфорд, но Кадвалладер отказался от назначения. Генерал Артемас Уорд покинул армию, и на его место был назначен Уильям Хет.
Пленный генерал Чарльз Ли был переправлен из Брунсвика в Нью-Йорк в середине января и размещён под охраной в здании мэрии. Хау надеялся казнить его как дезертира, хотя формально Ли уволился из британской армии. У Конгресса не было пленного генерал-майора для обмена, но он предложил обменять ли на шестерых гессенских офицеров. Братья Хау попытались возобновить через Ли переговоры с Конгрессом о мире, но после обсуждения этого вопроса Конгресс 21 февраля ответил Ли, что будет защищать его и добиваться освобождения, но никаких переговоров вести не будет. 29 марта 1777 года Ли передал адмиралу Хау свои предложения по тому, как быстро разгромить американскую армию. Он предложил отправить 4000 человек в Чесапикский залив, захватить Аннаполис или Балтимор и так отрезать южные штаты от штатов центральной Атлантики. Впоследствии это принесло ему дурную славу предателя, хотя не исключено, что он действовал в американских интересах и надеялся, что британцы рассеют свою армию по отдельным постам. В любом случае, он действовал не ради денег, как впоследствии Бенедикт Арнольд .

### Потери
Дуглас Фримен писал, что Вашингтон не вёл подсчёта потерь в ходе кампании, но, по его оценке, они должны были составить 4000 или 4500 человек, не считая дезертиров и выбывших из строя из-за болезней.
Майкл Клодфелтер приводит статистику боевых потерь по отдельным сражениям без общей суммы потерь:
- При Лонг-Айленде:
  - Американские потери: 312 убитых, 1186 пленных
  - Британские потери: 63 убито, 314 ранено
- На Гарлемских высотах:
  - Американские потери: 30 убитых, 100 раненых
  - Британские потери: 168 общих потерь
- При Уайт-Плейнс:
  - Американские потери: 50 убитых, 200 раненых
  - Британские потери: 50 убито, 263 раненых и пленных
- Форты Вашингтон и Ли:
  - Американские потери: 53 убитых, 96 раненых, 2818 пленных, 146 орудий
  - Британские потери: 78 убитых, 374 раненых, 6 пропавших без вести
- При Трентоне
  - Американские потери: 5 ранено
  - Британские потери: 22 убитых, 84 раненых, 918 пленных
- При Принстоне:
  - Американские потери: 40 убито и ранено
  - Британские потери:28 убитых, 58 раненых, 187 пропавших без вести

### Оценки
Британский писатель и политик Хорас Уолпол, узнав о событиях в Нью-Джерси, написал: «Вашингтон показал себя одновременно и Фабием и Камиллом. Его марш через наши позиции можно назвать шедевром стратегии. Если кратко, то я смотрю, что большая часть Америки теперь для нас потеряна».
Дуглас Фримен писал, что первая, самая длинная фаза кампании была чередой поражений армии Вашингтона. Попытка оборонять Лонг-Айленд была тщетной, Кипс-Бэй был постыдным бегством, Уайт-Пленйс унизительным событием, сдача форта Вашингтон была катастрофой, а отступление через Нью-Джерси поставило под угрозу Пенсильванию, и саму жизнь американского государства. Лишь на Гарлемских высотах удалось достичь какого-то, пусть и ограниченного успеха. Какие же ошибки, спрашивал Фримен, привели к этому? В первую очередь это были короткие сроки службы американских ополченцев, из-за которых у Вашингтона никогда не было эффективных, дисциплинированных войск. С самого начала войны предполагалось, что она будет недолгой, и что после сдачи Бостона она вскоре завершится, поэтому никто не готовился воевать более года. Но и эти люди страдали от неудовлетворительного снабжения и болезней. Так, в декабре 1776 года 7 из 10 человек в армии были больны.
Второй причиной неудач Фримен называет неспособность Конгресса обеспечить армию продовольствием, оружием, одеждой и обувью. В армии хватало пороха и пушек, но всего остального не было совсем.
Третьей причиной была нехватка опытных офицеров на всех уровнях от ротных до дивизионных командиров. Два относительно способных командира, Монтгомери и Джон Томас погибли в начале года; Чарльз Ли попал в плен, Скайлер был больше снабженцем, чем полевым командиром, Уильям Хет и Джозеф Спенсер ничем себе не проявили в этом году. Крупнейшим разочарованием для Вашингтона стал Исраэль Патнэм, которого считали талантливым генералом после Банкер-Хилла. Лорд Стирлинг не имел особых талантов, хотя был предан делу и храбр, а в Салливане главнокомандующий сомневался, хотя тот и отличался от остальных в лучшую сторону. Самым способным генералом был Натаниель Грин, но по его вине был потерян форт Вашингтон. Много надежд возлагал Вашингтон на новичков: Нокса, Сент-Клэра, Линкольна и Кадвалладера. В целом, Вашингтон мог полагаться лишь на нескольких способных генералов: Грина, Нокса, Салливана, Сент-Клера и Линкольна.
Что касается самого Вашингтона, то он совершил, по словам Фримана, две основные ошибки: при отступлении в Нью-Джерси он верил, что к нему присоединится ополчение штата, а оно не присоединилось, и это поставило армию на грань катастрофы. Второй ошибкой был лагерь за Ассупинк-Крик, который не был подготовлен к обороне, и тем самым Вашингтон сам загнал себя в ловушку, из которой армия спаслась (по словам Уилкинсона) лишь по милости Бога и советами Сент-Клэра.

### Планы британского командования
В первые недели 1777 года, британское командование в Лондоне (лорд Джермейн) рассматривало планы кампании на 1777 год, «весьма странные с военной точки зрения» по выражению Джона Фортескью. Для начала лорд Джермейн решил сместить Гая Карлтона, губернатора Квебека, который недостаточно энергично наступал из Канады на Нью-Йорк летом 1776 года. Ещё ничего не было известно о событиях на реке Делавэр, поскольку последнее письмо от генерала Хау (где он запрашивал 15 000 подкреплений) было написано 30 ноября, а получено только 30 декабря. Джермейн ответил, что сможет прислать только 8000, и одновременно начал строить планы вторжения в Нью-Йорк из Канады, хотя Хау не предлагал этого, и даже возражал против таких операций. 28 февраля генерал Джон Бергойн представил Джермейну меморандум, в котором предложил свой план кампании на 1777 год. Он предлагал наступать из Канады на форт Тикондерога, откуда напасть или на Коннектикут, или на Олбани. И буквально в те же дни пришло письмо от Хау от 20 декабря с предложением наступать на Пенсильванию, и письмо от 20 января, где он писал, что ситуация серьёзно осложнилась после боёв под Трентоном и Принстоном. Джермейн одобрил планы наступления на Филадельфию, из чего может сложиться впечатление, что он отказался от вторжения из Канады, но 26 марта он отправил Карлтону в Квебек инструкции, в которых велел предоставить генералу Бергойну 7000 человек для наступления на Тикондерогу и Олбани.
Копии инструкций для Бергойна были посланы Джермейном генералу Хау, при этом Джермейн не отменил свои прежние инструкции. Хау тем временем получил письмо Джермейна от 14 января, понял, что не получит подкреплений, и 5 апреля написал Карлтону, что будет в Пенсильвании и не сможет поддержать наступление из Канады. Копию он послал Джермейну, который получил его уже после отбытия Бергойна в Канаду. Джермейн ответил Хау, что одобряет наступление на Филадельфию, но рекомендует завершить его побыстрее, чтобы успеть поддержать наступление Бергойна. Позже он написал ещё одно письмо с приказом наступать навстречу Бергойну, но так и не отправил его. «Я боюсь, что читатель начинает уставать от этой путаницы дат, приказов и писем, — писал Джон Фортескью, — и если так, то ему будет проще понять растерянность генералов. Нет лучшего примера того, как надо организовывать провал».